# Три пагоди

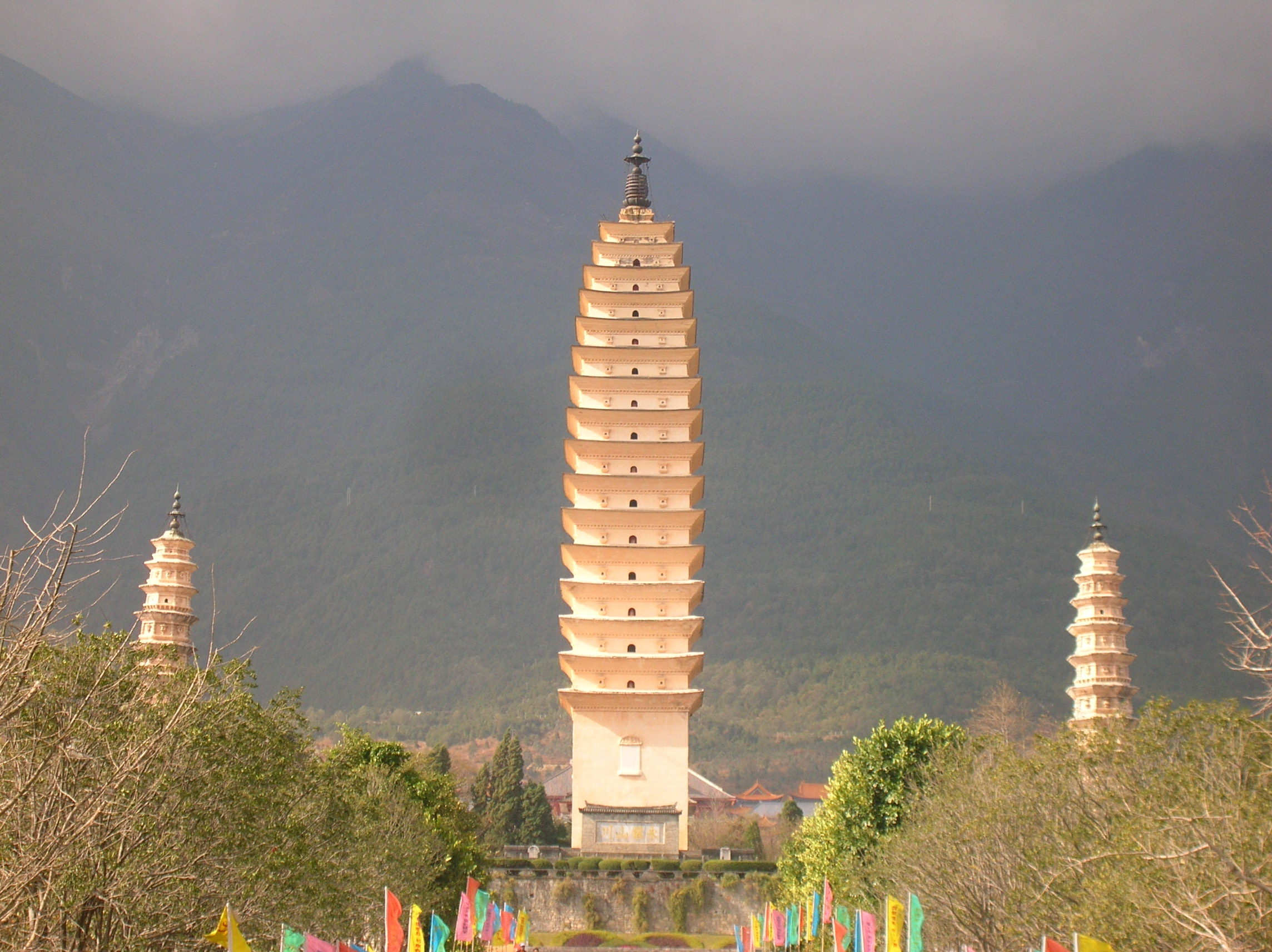
Загальний вигляд трьох пагод в Далі

Три пагоди за 1,5 км від міста Далі (китайська провінція Юньнань) — найбільший архітектурний ансамбль часів занепаду династії Тан. Являє собою три цегляні пагоди, розташовані в гірській місцевості по кутах правильного трикутника.
Середня шіснадцатиярусна пагода висотою 69,13 метра на момент свого спорудження в 824—840 роках була, ймовірно, найвищою спорудою на південь від Янцзи. Замовниками будівництва виступили правителі могутньої південнокитайської держави Наньчжао, а будівельники, ймовірно, прибули з Сіаня, де зберігся її прообраз — Мала пагода диких гусей.
Товщина стін споруди сягає 3,3 метра. Зорове членування на яруси досягається за допомогою загнутих догори карнизів, проте нижні вісім ярусів — декоративні: до половини висоти пагода порожниста. Фасад кожного ярусу прикрашений біломармуровою статуєю Будди.
Століття по тому навскоси від цієї башти були побудовані дві пагоди в подібному стилі, проте в підставі не квадратні, а восьмикутні. Це дев'ятиярусні споруди висотою 42,19 метра. Перед храмовим комплексом було викопано невелике озеро, в якому тепер можна бачити відображення древніх веж.
Ансамбль з трьох пагод поблизу Далі примітний тим, що дійшов до наших днів без видимих пошкоджень, незважаючи на своє розташування у вельми сейсмоактивному районі. Навіть під час землетрусу 1925 року, коли в Далі було зруйновано 99 % будівель, ансамбль встояв, хоча ліва башта і дала помітний крен вправо. Згідно з місцевим повір'ям, центральна пагода звалилася під час землетрусу 6 травня 1515 року, але десять днів по тому чудесним чином відродилася з руїн.
Під час розкопок, зроблених китайським урядом в 1978 році, в околицях пагоди було виявлено бл. 700 буддистських старожитностей, по всій видимості, вони відносяться до прилеглого монастиря Сан та, який був знищений пожежею при династії Цін.